# Quadriciclo de Ford
O Quadriciclo de Ford (Ford Quadricycle) foi o primeiro veículo Ford desenvolvido, que levou Henry Ford a construir seu império.
Em 4 de junho de 1896, em uma pequena oficina atrás de sua casa, Henry Ford deu os últimos retoques em seu carro movido por um motor a gasolina. Após mais de dois anos de experimentos, Henry Ford, com a idade de trinta e dois anos, concluíra seu primeiro automóvel experimental. Ele deu o nome de "Quadriciclo" à sua criação, porque o veículo utilizava quatro pneus de bicicleta. O sucesso do pequeno veículo incentivou as aspirações automotivas de Ford, levando no fim à fundação da Ford Motor Company, em 1903.
Este modelo de quadriciclo foi construído através de rodas de bicicleta e um motor de trator, e posteriormente inspirou a criação do modelo Ford T.
O motor de dois cilindros poderia produzir 4 cavalos de potência. O Quadriciclo era movido por uma corrente. A transmissão tinha apenas duas marchas (primeira para até 10 mph (16 km/h), 2ª para até 20 mph (32 km/h)), mas não tinha marcha à ré. A máquina de direção do leme tinha rodas de arame e um tanque de combustível de 3 gal (11 L) sob o assento. Ford testou-o em 4 de junho de 1896, após vários test drives, alcançando uma velocidade máxima de 20 mph (32 km/h). Ford viria a fundar a Ford Motor Company e se tornar um dos homens mais ricos do mundo.